# KABUKI
KABUKI（かぶき）は、市川喜康（いちかわ よしやす、1976年3月19日 - ）と中村タイチ（なかむら たいち、1974年7月12日 - ）からなる日本の音楽プロデューサー・音楽ユニット。

## ディスコグラフィー
- 青山テルマ
  - 「何度も」作詞:市川喜康・SABRO/作曲・編曲:中村タイチ(bluesofa)
- ベッキー♪♯
  - 「ころころマゴコロ」作曲:市川喜康/編曲:中村タイチ
  - 「心こめて」作曲:市川喜康/編曲:中村タイチ
  - 「闇を突きぬけてゆく」作曲:市川喜康/編曲:中村タイチ
- 藤木直人
  - 「シュクメイ」作詞・作曲:市川喜康/編曲:中村タイチ
- SS501
  - 「LIVE!」作詞・作曲:市川喜康/編曲:中村タイチ
  - 「ホシゾラ」作詞:市川喜康/作曲・編曲:中村タイチ
- 砂川恵理歌
  - 「凜として」作詞・作曲:市川喜康/編曲:中村タイチ
- 安蘭けい
  - 「蝶 ～Butterfly～」作詞:市川喜康/作曲・編曲:中村タイチ
- 真飛聖
  - 「One」作詞:市川喜康・真飛聖/作曲・編曲:中村タイチ
- 桜塚やっくん
  - 「ダメモト ～真夏のLOVE‐LABOクリニック～」作詞:市川喜康/作曲・編曲:中村タイチ
- as
  - 「sky」作曲:市川喜康/編曲:中村タイチ
- DEL
  - 「YOU&I」作詞・作曲:市川喜康/編曲:中村タイチ
  - 「螢」作詞・作曲:市川喜康/編曲:中村タイチ
  - 「NAMIDA」作詞・作曲:市川喜康/編曲:中村タイチ
- 市川喜康
  - 「Healing」作詞・作曲:市川喜康/編曲:中村タイチ

## 番組出演
- 遠藤淳 / テレビ東京系（2009年9月～2010年3月）